# ديك هايمز
ديك هايمز (بالإنجليزية: Dick Himes)‏ هو لاعب كرة قدم أمريكية أمريكي، ولد في 25 مايو 1946 في كانتون في الولايات المتحدة.

## وصلات خارجية
- ديك هايمز على موقع مرجع كرة القدم المحترفة.كوم (الإنجليزية)